# Faux guerriers étrusques
Les Faux guerriers étrusques sont trois statues en terracotta semblables à des œuvres des anciens Étrusques, mais qui sont en fait des contrefaçons. Les statues, créées par les frères italiens Pio et Alfonso Riccardi et trois de leurs six fils et ont été achetées par le Metropolitan Museum of Art de New York entre 1915 et 1921.
Les frères Riccardi ont commencé leur carrière de faussaires d'art quand le marchand d'art romain Domenico Fuschini les a embauchés pour réaliser des tessons de céramique et un ensemble de vases « à l'ancienne ».

## Antécédents des faussaires
Leur première œuvre importante est un grand char en bronze.
En 1908, Domenico Fuschini a informé le Musée britannique que le char avait été trouvé dans une tombe étrusque près d'Orvieto, et que les frères Riccardi avait été sollicités afin de le nettoyer. Ils furent missionnés  pour le restaurer par le British Museum qui l'acheta et l'intégra à ses collections en 1912. Pio Riccardi est mort peu de temps après la transaction.

## Découverte des «Guerriers»
Les frères Riccardi demandèrent l'aide du sculpteur Alfredo Fioravanti qui réalisa une sculpture, connue comme « le Vieux Guerrier ». Celui-ci, nu de la taille aux pieds, mesure 202 cm et pèse 360 kg. Il lui manque également le pouce gauche et le bras droit (cassés par le sculpteur pour le rendre plus « authentique ».
En 1915, ils le vendent au Metropolitan Museum of Art qui achète aussi en 1916 l'œuvre suivante, la « Tête Colossale ».
Les experts estiment que cette tête devait faire partie d'une statue de sept mètres de haut.
Le travail suivant a été conçu par le fils aîné de Pio Ricardo, décédé dans un accident d'équitation avant son achèvement. La statue mesure plus de deux mètres de haut.
En 1918, le Metropolitan Museum of Art l'a acheté pour 40 000 $ et annonce que la découverte date de 1921.

## Révélation de la supercherie
Les statues de trois guerriers ont été exposées ensemble en 1933. Les années suivantes, plusieurs historiens de l'art, particulièrement en Italie, font part de leurs soupçons, fondés sur des particularités stylistiques et artistiques, mais il n'existait aucune preuve concrète pour étayer ces « allégations de faux ».
Un expert a constaté avec admiration « que ces gros morceaux présentaient des caractéristiques extraordinairement similaires », sans émettre un quelconque soupçon.
En 1960, des essais chimiques sur des émaux de la statue ont révélé la présence de manganèse, une matière inconnue des  Étrusques qui n'avaient pu l'utiliser.
Le musée n'était pas convaincu de la supercherie jusqu'au moment où les experts ont dévoilé la façon dont les statues avaient été produites : les statues avaient été sculptées, peintes avec du glacis, puis renversées afin de produire les éclats. Ceci a été confirmé par Alfredo Fioravanti, qui, le 5 janvier 1961, a déposé sa confession au consulat américain de Rome.
Comme preuve, Fioravanti présente le pouce manquant du vieux guerrier, qu’il avait gardé comme souvenir.
Le 15 février 1961, le Metropolitan Museum reconnut la fausseté des pièces qu'il avait défendues comme vraies depuis leur acquisition.
Suivant Le Musée milanais pour la certification de l’authenticité dans l’art, aujourd'hui rebaptisé Museo d’Arte e Scienza : « Les faux objets archéologiques ou les copies en céramique du XIXe siècle se trahissent également par le fait que, en général, ils sont plus grands et plus beaux que les pièces d'origine. Un exemple de faux particulièrement indicatif est l’urne du jeune Étrusque dont l’aspect fort et robuste apparaît telle une représentation idéalisée. »